# Marco Antonio de Almeida
Marco Antonio de Almeida Koch (ur. 29 lipca 1969 w Ijuí) – brazylijski piłkarz z obywatelstwem meksykańskim występujący na pozycji napastnika, obecnie trener.

## Kariera klubowa
Almeida urodził się w Brazylii, jednak całą piłkarską karierę spędził w Meksyku, przyjmując tamtejsze obywatelstwo. Jego pierwszym klubem w tym kraju był drugoligowy CD Marte z siedzibą w mieście Cuernavaca i już podczas debiutanckiego sezonu 1994/1995 został królem strzelców Primera División A z piętnastoma bramkami na koncie. Jego udane występy zaowocowały transferem do pierwszoligowego Pumas UNAM ze stołecznego miasta Meksyk, prowadzonego przez jego rodaka, Ricardo Ferrettiego. W Primera División zadebiutował 27 sierpnia 1995 w zremisowanym 0:0 spotkaniu z Américą, natomiast premierowego gola strzelił dokładnie tydzień później, w przegranej 2:3 konfrontacji z Leónem. W sezonie 1995/1996 został najlepszym strzelcem Pumas, zdobywając jedenaście goli, a w kolejnym roku również miał zapewnione miejsce w wyjściowym składzie, jednak nie odniósł z drużyną większych sukcesów.
Latem 1997 Almeida został piłkarzem drugoligowego CF Pachuca, z którym w jesiennej fazie Invierno 1997 wygrał rozgrywki ligowe, dzięki czemu po sezonie 1997/1998 awansował ze swoim klubem do najwyższej klasy rozgrywkowej. Jako zawodnik Pachuki spędził w pierwszej lidze jeszcze pół roku, po czym zasilił drugoligową ekipę Tiburones Rojos de Veracruz. Później reprezentował również barwy innych meksykańskich drugoligowców, CD Zacatepec i Correcaminos UAT z miasta Ciudad Victoria, w każdym z nich spędzając dwanaście miesięcy, jednak nie zanotował z nimi żadnego osiągnięcia. Karierę piłkarską zakończył w wieku 33 lat podczas występów w Gavilanes de Nuevo Laredo, także grającego na co dzień w drugiej lidze.

## Kariera trenerska
W styczniu 2013 Almeida podjął swoją pierwszą pracę w roli samodzielnego trenera, zastępując Miguela Fuentesa na stanowisku szkoleniowca drugoligowego meksykańskiego zespołu Club Celaya. Prowadził go bez większych sukcesów do marca 2014, kiedy to został zwolniony po tym, jak otwarcie poparł swoich zawodników protestujących przeciwko zaległościom w wypłatach.